# Srdov (České středohoří)
Srdov (místně zvaný také Dědek) je výrazný nefelinitový vrch v Českém středohoří, který se nachází v katastrálním území Charvatce u Loun asi sedm kilometrů severovýchodně od Loun, v Chožovském středohoří (Ranské středohoří). Společně s Brníkem a Oblíkem tvoří trojici výrazných solitérních vrchů, jež stojí seřazeny v řadě vedle sebe v severovýchodním–jihozápadním směru. S Brníkem tvoří dvojvrší místně zvané Dědek a Bába.

## Geologie
Neovulkanický suk z olivinického nefelinitu vznikl vypreparováním žíly z okolních křídových slínovců, které jako zvětraliny tvoří soliflukční plášť na úpatí. Na příkrých svazích se vyskytují drobné skalky, balvanové proudy a hranáčové osypy.

## Ochrana přírody
Vrch Srdov leží v Evropsky významné lokalitě Oblík – Srdov – Brník v Chráněné krajinné oblasti České středohoří o celkové rozloze 335 hektarů. Předmětem ochrany jsou zde významné lokality s xerotermními společenstvy vzácných teplomilných rostlin a živočichů.

## Turistika
Z vrcholu je za dobré viditelnosti, tak jako je tomu u mnoha jiných vrchů v Českém středohoří, kruhový rozhled. Nevede na něj žádná turisticky značená trasa. Trojice vrchů je v rovinatém terénu dolního Poohří viditelná z velké dálky.

## Fotogalerie

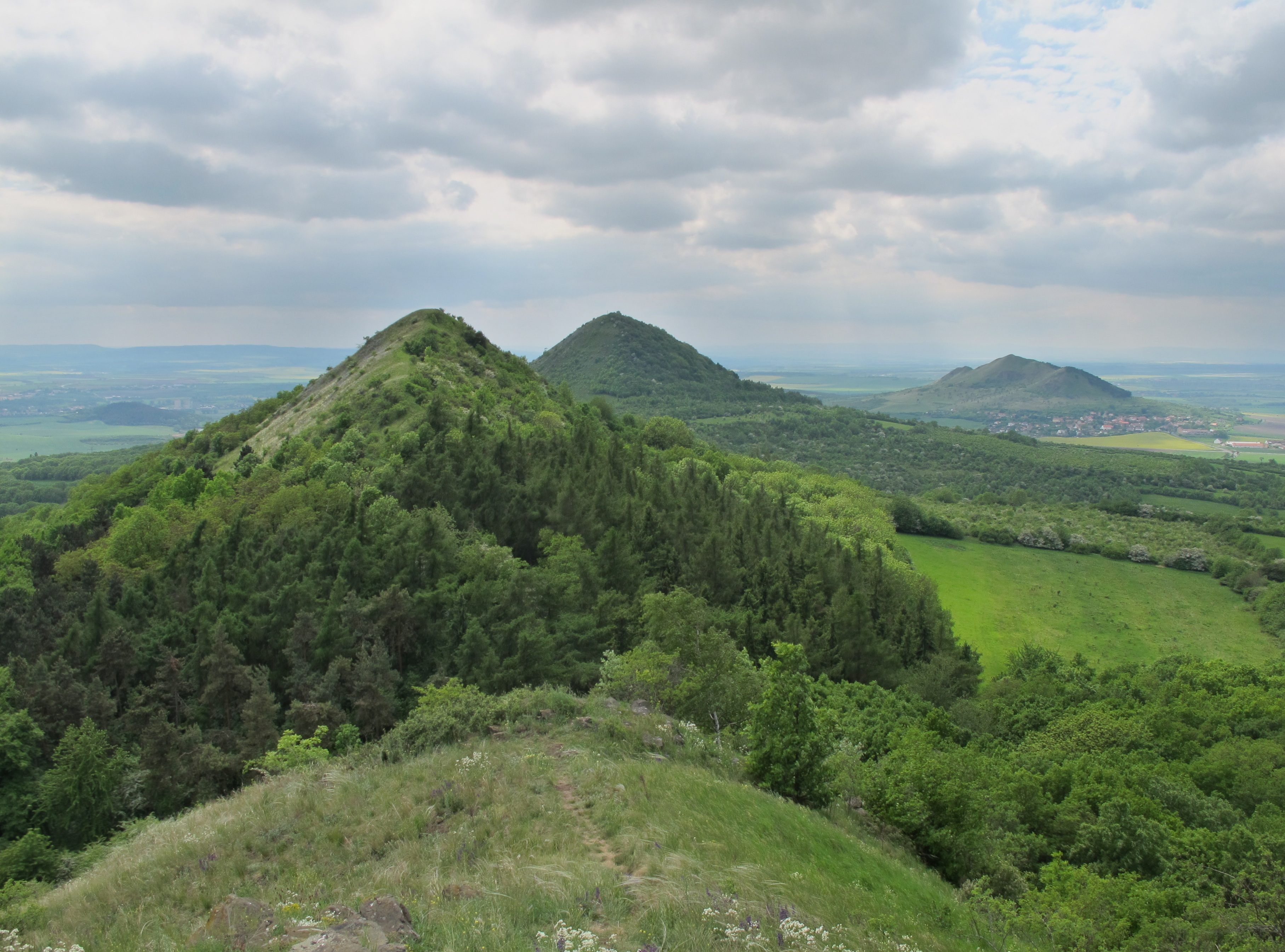
Srdov, Oblík a Raná z Brníku
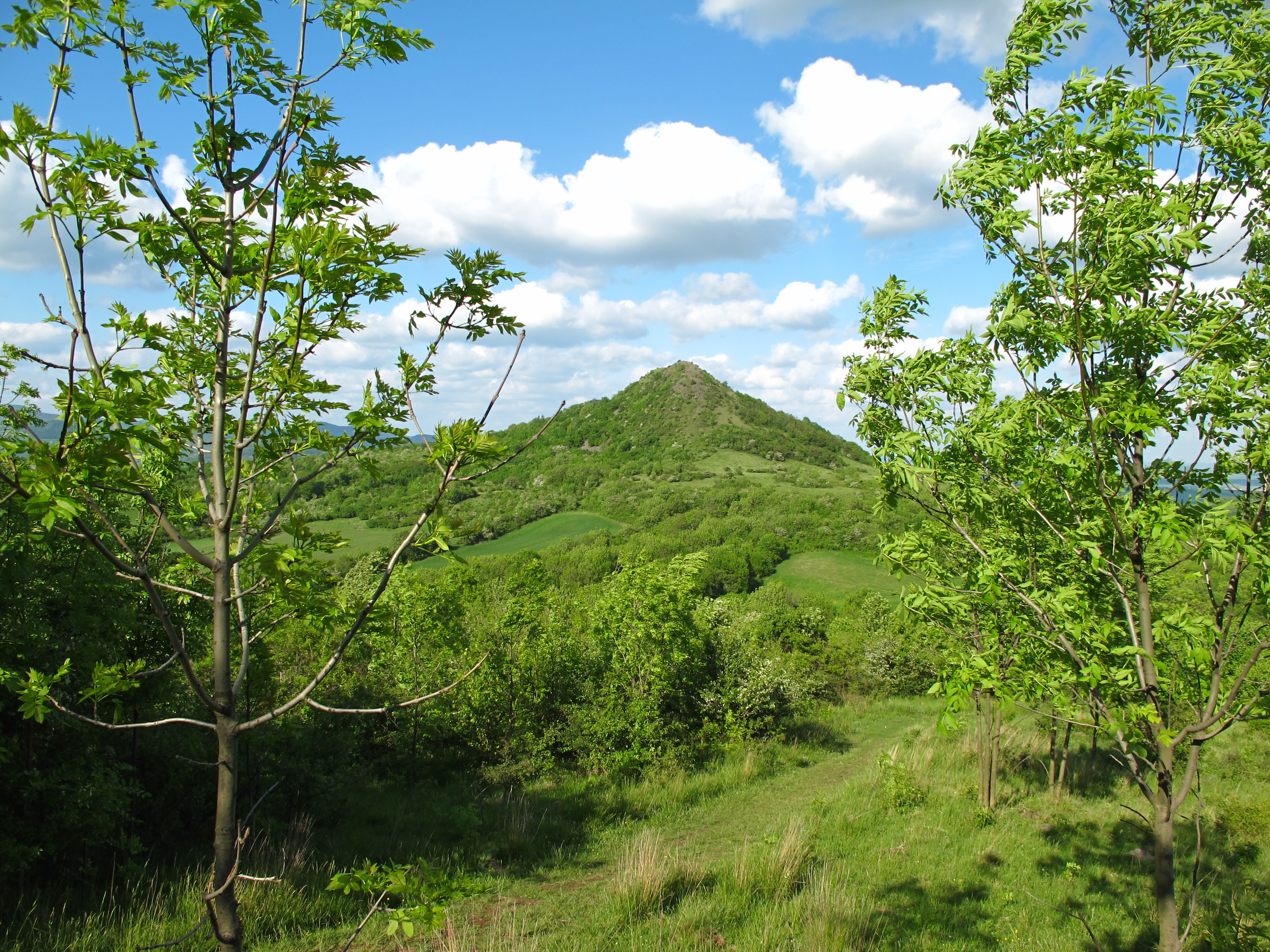
Srdov od Oblíku (z jihozápadu)
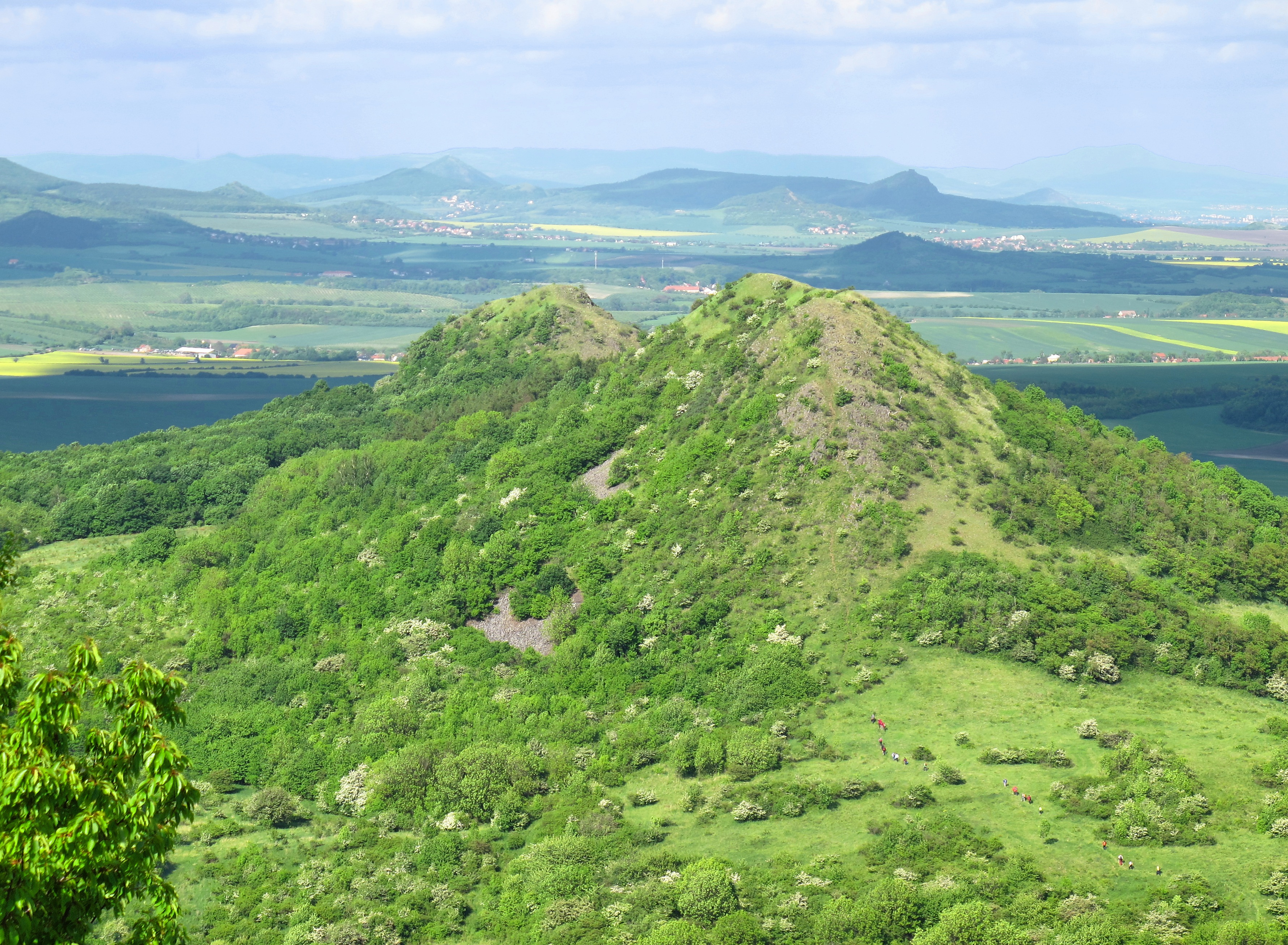
Srdov a za ním Brník z Oblíku